# Ломовете
Ломовете е защитена зона от Натура 2000 по директивата за опазване на дивите птици. Обхваща комплекс от дълбоко врязани в равнината каньони с меандри на река Русенски Лом и нейните притоци – Черни, Малки и Бели Лом. Заема площ от 33 451,3 ha.

## Граници
Защитената зона се намира в северозападната част на Лудогорието, на 20 km югоизточно от Русе между селата Иваново, Пепелина, Кривня и Сваленик. Много характерни са отвесните варовикови стени на каньоните, достигащи височина до 100 m.

## Флора
Преобладават смесени издънкови гори от летен дъб, горун, космат дъб и келяв габър, на места с мъждрян. Разпространени са и смесените гори от сребролистна липа с обикновен габър или цер с богат подлес. Широко разпространени са и вторичните гори и храсталаци от келяв габър, драка, люляк и други. В района се срещат и изкуствени насаждения от бяла акация и черен бор. По долината са запазени ливадни и тревни съобщества с преобладаване на белизма, луковична ливадина и други. Бреговете на реките са обрасли с различни видове върби, черна топола и бяла топола. По долината, главно около селищата има обработваеми площи.
Около 16% от територията на защитената зона са защитени територии. Природен парк „Русенски Лом“ е обявен за опазване на уникален равнинен каньон и застрашени растителни и животински видове. Резерват „Бели Лом“ е обявен за опазване на представителни горски екосистеми, както и на характерни за тях растения и животни включително редки видове. От останалите четири защитени територии в района само една – „Рибарниците“ е обявена за опазване на червения ангъч, а останалите са обявени за опазване на скални образувания.

## Фауна
В защитената зона са установени 149 вида птици, от които 38 са включени в Червената книга на България. Срещат се червен ангъч, египетски лешояд, белоопашат мишелов, черна каня, орел змияр, малък креслив орел, бухал, синявица, сив кълвач, полска бъбрица, ястребогушо коприварче, както и белошипа ветрушка – световнозастрашен вид, почти изчезнал от България.
Долината на река Русенски Лом е най-западната част на черноморския прелетен път Виа Понтика, която се ползва по време на миграцията главно от грабливите птици. Долината е един от основните коридори, по които малкият креслив орел навлиза в България през есенния си прелет.
В публикация в международното списание със свободен достъп Acta Zoologica Bulgarica еколозите Николай Коджабашев, Десислава Цвяткова, Красимир Кръстев, Милен Игнатов и Теодора Теофилова съобщават за първите наблюдения на европейски бобър (Castor fiber) в България от 150 години насам. Първоначално животинките са локализирани при обследване за незаконна сеч през септември 2020 г. по поречието на река Дунав.Това е документирано от фотокапан от защитена зона „Ломовете“ през 2021 г.